# Krystyna Hosiawa
Krystyna Hosiawa (ur. 14 marca 1947 w Podlesiu Rabsztyńskim) – polska rolniczka indywidualna i polityk, posłanka na Sejm PRL VIII kadencji z ramienia Zjednoczonego Stronnictwa Ludowego.

## Życiorys
Uzyskała wykształcenie podstawowe. W Olkuszu była radną Miejskiej i Gminnej Rady Narodowej. W latach 1980–1985 pełniła mandat posłanki na Sejm PRL VIII kadencji w okręgu Dąbrowa Górnicza. Zasiadała w Komisji Oświaty i Wychowania, Komisji Zdrowia i Kultury Fizycznej oraz w Komisji Polityki Społecznej, Zdrowia i Kultury Fizycznej.